# Morris Hills
Die Morris Hills sind eine Gruppe verstreuter Hügel im ostantarktischen Coatsland. In der nordzentralen Shackleton Range ragen sie 10 km nordöstlich des Petersen Peak in den La-Grange-Nunatakkern auf.
Teilnehmer der Commonwealth Trans-Antarctic Expedition (1955–1958) unter der Leitung des britischen Polarforschers Vivian Fuchs kartierten sie 1957. Luftaufnahmen entstanden 1967 durch die United States Navy. Das UK Antarctic Place-Names Committee benannte sie 1962 nach dem Zimmerer Leslie Frederick Morris (* 1925), einem Mitglied der Mannschaft der Royal Society zur Erkundung des Brunt-Schelfeises während des Internationalen Geophysikalischen Jahres (1957–1958), der 1957 bei den letzten Vorbereitungen der Commonwealth Trans-Antarctic Expedition zur Durchquerung des antarktischen Kontinents behilflich war.